# パンアメリカン航空292便墜落事故
パンアメリカン航空292便墜落事故（パンアメリカンこうくう292びんついらくじこ）は、1965年9月17日に発生した航空事故である。マルティニーク・エメ・セゼール国際空港からVCバード国際空港へと向かっていたパンアメリカン航空292便（ボーイング707-121B）がチャンスピークに墜落し、乗員乗客30人全員が死亡した。

## 事故機
事故機のボーイング707-121B（N708PA）は製造番号17586として製造され、1957年12月20日に初飛行し、翌年11月にパンアメリカン航空に引き渡された。総飛行時間は19,127時間であった。

## 事故の経緯
292便はフランスのマルティニーク・エメ・セゼール国際空港を出発し、VCバード国際空港、ルイス・ムニョス・マリン国際空港を経由してニューヨークのジョン・F・ケネディ国際空港へと向かう定期便で、乗客21人と乗員9人が搭乗していた。荒天の中、高度2,760フィート（841 m）でVCバード国際空港へと進入している際に標高3,002フィート（915m）にあるチャンスピークに墜落し、火災が発生した。この事故で乗員乗客30人全員が死亡した。

## 事故原因
原因はパイロットのミスであると判断された。乗員は航法上のミスを犯し、自らの位置が不明なまま最低安全高度を下回って降下していた。